# Веселкино (Московская область)
Веселкино — деревня в Зарайском районе Московской области, в составе муниципального образования сельское поселение Каринское (до 29 ноября 2006 года входила в состав Каринского сельского округа).

## География
Веселкино расположено в 18 км на юго-восток от Зарайска, на правом берегу реки Осётрик, высота центра деревни над уровнем моря — 172 м.

## Население
| 2002 | 2006 | 2010 |
| ---- | ---- | ---- |
| 0    | →0   | →0   |

## История
Селение, как Большое Веселкино, впервые в исторических документах упоминается в 1790 году, когда в нём числилось 41 двор и 276 жителей, в 1858 году — 8 дворов и 69 жителей, в 1884 году — 7 дворов и 51 житель, в 1906 году — 7 дворов и 114 жителей. Административное входило в состав Зарайского уезда Рязанской губернии.
В 1929 году был образован колхоз, впоследствии — «Стахановец», с 1950 года в составе колхоза им. 12 Октября, с 1961 года — в составе совхоза «Зарайский». 
В деревне Веселкино родилась Варвара Ефимовна Фёдорова (1912—?) — советская ткачиха, депутат Верховного Совета СССР, член Президиума Верховного Совета СССР.